# LulzSec
LulzSec (англ. Lulz Security, другое название — The Lulz Boat) — хакерская группа, успешные атаки которой были совершены на сети компаний, считавшихся наиболее защищёнными: Sony (в 2011 году было вскрыто 77 млн учетных записей пользователей), Nintendo, нескольких американских телекомпаний, включая Fox и PBS, а также сайт американского сената.
Членами группы были опубликованы похищенные документы телекоммуникационного гиганта AT&T. Сотрудничали с хакером "scaphism" в 2011 году.
6 марта 2012 года некоторые из участников группы, в том числе предполагаемый руководитель — Гектор Ксавье Монсегюр (Hector Xavier Monsegur), известный также под сетевым именем Sabu, были задержаны.

## История
В одном из интервью член группы LulzSec (хакер по кличке «Водоворот», называющий себя «капитаном судна Lulz») сказал, что первоначально группа предпринимала хакерские атаки «ради смеха», чем и объясняется её название — «Lulz» (производная от LOL), но позднее группа переориентировалась на «политически мотивированные […] хакерские атаки».
Личности участников LulzSec долгое время оставались неизвестными, однако, по отрывочной информации, в неё входили 6 человек. Как позже выяснилось, основным составом команды были два человека под псевдонимами AnonymouSabu (он же Sabu) и Kayla; помимо них в действиях LulzSec принимали деятельное участие ещё четверо под никами Tflow, Topiary, Pwnsauce и Avunit.
В мае 2011 года LulzSec атаковала сайты сената США, ЦРУ США и британского Агентства по раскрытию тяжких преступлений и борьбе с организованной преступностью (SOCA).

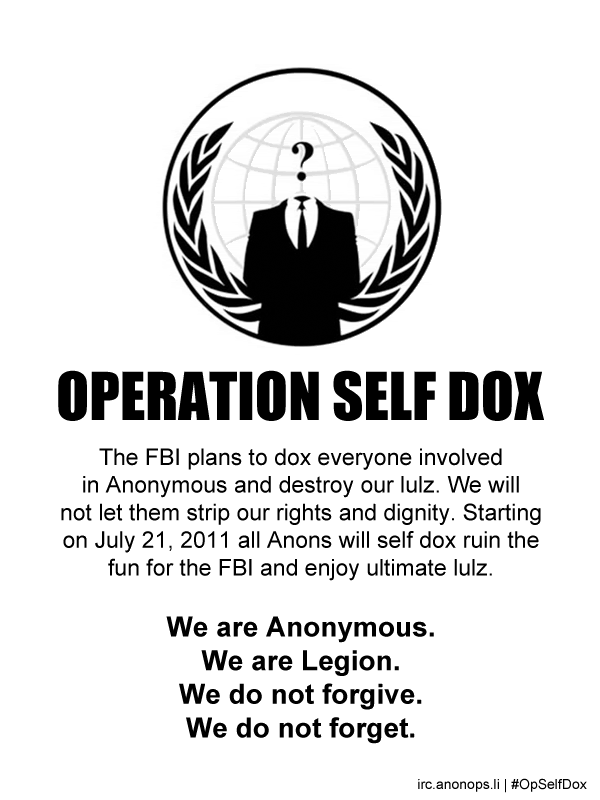

31 мая 2011 года заявила, что намерена в ближайшее время заняться взломом систем Sony. Неделей ранее эта группа уже взломала японский сайт Sony BMG.
В конце июня 2011 года членами LulzSec был взломан сервер полиции американского штата Аризона и предана гласности информация около 700 похищенных с него конфиденциальных документов. Свои действия хакеры объяснили центральной ролью данного ведомства в исполнении вызвавшего неоднозначную реакцию закона штата о борьбе с нелегальной иммиграцией.
24 июня 2011 года один из участников LulzSec в интервью информационному агентству Ассошиэйтед пресс заявил, что в ведении у группы остаются по меньшей мере 5 гигабайт «информации, принадлежащей правительству и правоохранительным органам» всех развитых стран мира, которую LulzSec собираются опубликовать в ближайшие три недели. Однако 25 июня на сайте Twitter появилось сообщение, что «если президент Обама свою следующую речь произнесёт с ботинком на голове, мы обещаем прекратить свои атаки по всем направлениям раз и навсегда».
21 июня 2011 года представитель хакерской группы Anonymous заявил о возможном объединении с группой LulzSec.
В связи с арестом 21 июня 2011 года по подозрению в причастности к деятельности группы 19-летнего британского подростка Райана Клири (англ. Ryan Cleary), а также из-за опасения преследований членов группы со стороны полиции, участники группы LulzSec на сайте микроблогов Twitter в ночь на 26 июня 2011 года объявили о самороспуске: «Наш 50-дневный круиз подошел к концу, и сейчас нам предстоит отплыть вдаль, оставляя за собой — как мы надеемся — воодушевление, страх, неприязнь, неодобрение, насмешки, неловкость, внимание, зависть, ненависть, даже любовь. Мы надеемся, помимо всего прочего, что мы хоть каким-то ничтожным образом на кого-то повлияли». На Twitter за их деятельностью следили около 300 тысяч подписчиков.
Через торрент-сайт Pirate Bay LulzSec призвали своих сторонников не сдаваться: «Мы надеемся, просим, даже умоляем, чтобы наше движение переросло в революцию, которая бы продолжалась и после нас. Пожалуйста, не останавливайтесь. Вместе, объединившись, мы можем подавить наших общих врагов, набрать силы и вдохнуть свободы, которой мы заслуживаем».

## Арест
6 марта 2012 года правоохранительные органы нескольких стран задержали троих ведущих участников группы, и предъявили заочное обвинение ещё двоим. Среди обвиняемых были двое жителей Лондона: Райн Экройд («Kayla») и Джейк Дэвис («Topiary»); Алексей Колесник   («Aleksey»,«Kolësnik»,«Kudesnik») из Одессы; Даррен Мартин («pwnsauce») и Доннча О’Киррхейл («palladium») из Ирландии, а также Джереми Хаммонд («Anarchaos») — из Чикаго.
По сообщению новостного агентства FoxNews, главой Lulz Security являлся 28-летний житель Нью-Йорка, некто по имени Гектор Ксавье Монсегюр (Hector Xavier Monsegur), известный также под сетевым именем Sabu (или AnonymouSabu). Он был завербован ФБР в июне 2011 года, и содействовал властям в обнаружении остальных участников группы LulzSec.

## Выводы
Ряд западных специалистов по компьютерной безопасности обратили внимание на группу LulzSec как на одно из наиболее эффективных негосударственных хакерских объединений. Несмотря на то, что техническая изощрённость действий LulzSec была посредственной, отмечается, что все их вылазки оказали огромное влияние на общество. Такой результат связывают с профессиональными и личностными способностями неформального лидера группировки AnonymouSabu, которые помогли ему превратить своих разрозненных сподвижников в единую и эффективно работающую команду. По заключению аналитиков, его персона является живым доказательством исключительной важности лидерских качеств в хакерской среде. Именно сочетание харизмы, технических и социальных навыков руководителя является фактором, способным вытолкнуть всю команду на высоты известности и успеха.